# Aurel Benović
Aurel Benović (Osijek, 14. srpnja 2000.), hrvatski gimnastički reprezentativac, vježbač na parteru.
Osvojio je brojna odličja na prvenstvima Hrvatske: u kadetskoj konkurenciji. U Nedelišću 2012. osvojio je sedam odličja, u konkurenciji mlađih juniora 2013. u Ogulinu dva te 2014. na višebojskom prvenstvu broncu i u Belom Manastiru četiri odličja, u juniorskoj konkurenciji u Nedelišću 2015. pet odličja, 2016. u Sisku pet odličja te 2017. u Nedelišću na pojedinačnom prvenstvu zlato u parteru. Član hrvatske juniorske reprezentacije na Europskom prvenstvu u Bernu 2016. i Olimpijskome festivalu europske mladeži u mađarskoj Juri 2017. Kao senior pobijedio je na prvenstvu Hrvatske u Sisku 2018.
Na Svjetskome gimnastičkom kupu u Dohi bio je 11., a u Osijeku 9., sve 2018. godine. 2019. je u završnici Svjetskog kupa u slovenskom Kopru bio je brončani, a 1. rujna iste godine godine u završnici Svjetskog kupa u turskom Mersinu u vježbi na parteru osvojio je svoje prvo zlato.
Četvrtim mjestom u završinici partera na Svjetskome gimnastičkom kupu u Dohi 19. travnja 2024. izborio je plasman na Olimpijske igre u Parizu, gdje je izborio finale na preskoku u kojem je bio peti.